# Стен Бріттен
Стен Бріттен (англ. Stan Brittain; нар. 4 жовтня 1931) — британський велогонщик.
Срібний призер Олімпійських Ігор 1956 року в командній шосейній гонці.